# عصام كمال (مغني مغربي)
عصام كمال (من مواليد 27 فبراير 1983 في أزيلال) هو مغنٍ وكاتب كلمات وملحن وموزع وعازف مغربي وعضو مؤسس لفرقة مزاغان المغربية التي قدم معها عدة أغاني ناجحة أبرزها أغنية «الباس أيلي يا لباس» و«أيلي يايلي» الموزعتين عصرياً للراحلة الشعبية خربوشة، «دادا حياني»، «ديما لاباس»، بالإضافة إلى عدة مهرجانات أوروبية وأمريكية وأفريقية، بدأ مشواره الفني المنفرد بداية 2014.
خلال مشواره الفني تعامل كمال مع العديد من الفنانين العالميين مثل «الشاب خالد» و«ريدوان» ومغني الريغي الإيفواري «ألفا بلوندي» وفرقة البوب الدانماركية «آوتلانديش» والمنشد «ماهر زين».

## مولده ونشأته
نشأ عصام كمال بمدينة أزيلال الواقعة بسلسلة جبال الأطلس المغربية حيث عاش طفولة هادئة رفقة عائلته الصغيرة. كان أخوه الأكبر هشام أول من تشبع بحب الموسيقى حيث كان يعزف على آلة الغيتار ثم انتقل العشق إلى الأخ الأصغر عصام الذي أبدى تمكنه من العزف منذ نعومة أظافره. وكانت الأسرة عموما تشجعه كونها محبة للفن الجميل.
بعد طلاق والديه، انتقل في سن الثامنة رفقة إخوته ووالدته للعيش بمدينة الجديدة المطلة على المحيط الأطلسي. ولقد كان لانفصال والديه وقع كبير على نفسيته كونه الحلقة الأضعف في الأسرة نظراً إلى صغر سنه. فصار يختلي بقيثارته ساعات طوال ليفجر حزنه في الموسيقى. وهكذا اكتشف عصام مبكراً أنغام الموسيقى الشرقية والغربية والطرب العصري المغربي إضافة إلى عدد من الأهازيج الشعبية والأمازيغية وتطورت لديه القدرة على مزج الإيقاعات والأنماط المختلفة.
عاش عصام كمال في أسرة متواضعة ونال شهادة الباكالوريا شعبة علوم اقتصادية بثانوية الرازي التقنية حيث كان يشارك في إحياء الحفلات المدرسية مما شجعه على تكوين فرقة موسيقية سماها «مازاغان» سنة 1998 وهو الاسم التاريخي لمدينة الجديدة التي اقترن اسمه بها منذ ذلك الحين.
ثم انتقل عصام إلى العاصمة الرباط لإتمام دراسته العليا حيث نال دبلوم تقني عالي في إدارة المقاولات الصغرى والمتوسطة. وبالرغم من نجاحه الدراسي قرر عصام احتراف الموسيقى، فأخذ يتعلم هندسة الصوت وحده، حتى استطاع أن يسجل أول أغانيه في بيت العائلة قبل أن ينتقل إلى مدينة الدار البيضاء لملاقاة مختلف الفاعلين المحترفين في مجال الموسيقى. إلا أن سفره طال أكثر من اللازم فاضطر إلى العمل في أحد مراكز الاتصال سنة 2004 كمستقبل للمكالمات مما اكسبه قدرة كبيرة على التواصل. فكان بعد ذلك لقاؤه مع مجموعة أفوس الموسيقية التي دعته لمصاحبتها كعازف غيتار و كمغن في جولتها بفرنسا. استغرقت تلك الجولة كل شهر أبريل 2004 اكتسب خلالها عصام ثقة كبيرة بالنفس وتصميماً أكبر على إنجاح تجربة فرقته «مزاڭان».

## قيادته لمجموعة مزاڭان
و منذ عودته انكب على تسجيل أول ألبوم له «التقاليد الغريقة» الذي أنتجه شخصياً نهاية 2005 والذي كان بطاقة تعريف خولت المجموعة المشاركة في بعض المهرجانات المغربية، فبدأت مسيرة الاحتراف. كان لقدرة عصام التواصلية دور كبير في تعريف الجمهور المغربي على المجموعة التي أصبحت تجول معظم المهرجانات الوطنية وكذا البرامج الإذاعية والتلفزية. فأصبح بذلك عصام وجها مألوفاً لدى المغاربة إلا أنه كان يطمح إلى انتشار أوسع للتعريف بالموسيقى الشعبية المغربية، فانهمك مرة أخرى في إبداع ألبوم جديد بعنوان «دكالة إيرلاينز» أصدره في أواسط 2008. في نفس السنة تلقى عصام ومجموعته هبة مالية من طرف الملك محمد السادس خلال مشاركتهم في مهرجان موازين بالرباط. هبة أثارت انتباه الإعلام المغربي الذي وضع عصام ومجموعته تحت الأضواء. 
ثم في نفس السنة عرف الألبوم الجديد انتشاراً واسعاً عقب النجاح الكبير لقطعة «يا لاباس» التي صورت على طريقة الفيديو كليب. نجاح دفع بالفرقة للبدء في جولة دولية دامت زهاء السنتين. 
زارت الجولة مهرجانات عديدة بفرنسا، سينيغال، موريطانيا، تونس، إسبانيا، سويسرا، المغرب، ألمانيا، إيطاليا، بلجيكا، هولندا وكندا ثم انتهت بنهاية 2010. وتفرغ عصام بعدها لإنتاج ثالث ألبوم له رفقة المجموعة والذي تضمن دويتو مع فرقة الريغي «غانغا فايبس» وآخر مع الفنان الشعبي «حميد القصري» وثالث مع الفرقة الدانماركية الشهيرة «آوتلاندش». 
بدأت سنة 2011 وهبت معها رياح الربيع العربي العاصفة مما دفع عصام لتأخير إصدار الألبوم الجديد إلى شهر أغسطس من نفس السنة تحت عنوان «طاجن إليكتريك». ولقد كان للأحداث آنذاك دور كبير في صحوة فكرية عاشها عصام كمال وهو يتابع التطورات في العالم العربي.
كما كان متوقعاً، لاقى ألبوم «طاجن إليكتريك» نجاحاً واسعاً في المغرب وتم توزيعه في أنحاء العالم عبر شبكة «وورلد ميوزك نتوورك» البريطانية. كما قامت الفرقة مرة أخرى بجولة بالمغرب وبأوروبا وكندا عقبها تعامل مع المنتج العالمي ذي الأصل المغربي ريدوان الذي أنتج عملاً مشتركاً بين عصام كمال والفرقة وملك الراي الشاب خالد. حملت هذه الأغنية عنوان «ديما لاباس» (دائماً بخير) وهي دعوة إلى المصالحة وفتح الحدود بين الشعوب وخاصة بين البلدين الشقيقين: المغرب والجزائر. بعد إصدار هذا العمل ضمن ألبوم «سي لا في» للشاب خالد سنة 2012 تلقى هذا الأخير الجنسية المغربية الشرفية من الملك محمد السادس الذي وشح عصام كمال بالوسام الوطني من درجة ضابط. 

## مسيرته الفردية
و رغم  توالي النجاحات، قرر عصام كمال الانفصال عن فرقة مزاغان ليبدأ مسيرة جديدة؛ فبعد أن كان منشغلاً بتطوير الأغنية الشعبية موسيقياً أصبح حاملاً لهم أكبر يتعدى الترفيه إلى الدعوة إلى التسامح، وإلى تعايش الأفكار والأشخاص، وإلى بث روح الأمل والمحبة في مجتمع مغربي وعربي طالته مرارة الانقسام والتطاحن الإيديولوجي.
وقع الانفصال نهاية 2013 وسال له الكثير من المداد الصحفي ثم أصدر عصام كمال أغنيته الشهيرة «دنيا» سنة 2014 التي حظيت بنسب مشاهدة بالملايين على اليوتيوب ثم تم استخدامها كجنريك لمسلسل «زينة» الرمضاني فانتشرت انتشاراً أوسع ثم نالت جائزة أحسن أغنية لسنة 2015 بمسابقة «موروكو ميوزيك أواردز». و لقد كان لهذا النجاح الكبير الفضل في تغيير مسار عصام كمال الفني وتعريفه كفنان ذو رسالة إنسانية أساسها التسامح وقوامها المحبة والسلام.
شغل عصام كمال منصب المدير الفني لمهرجان جوهرة الدولي منذ سنة 2011. 

## أهم أعماله
| السنة | العمل                                                          | كلمات                                    | ألحان                                    | توزيع                  |
| ----- | -------------------------------------------------------------- | ---------------------------------------- | ---------------------------------------- | ---------------------- |
| 2006  | ألبوم "التقاليد الغريقة" ألبوم "التقاليد الغريقة" رفقة مازاغان | عصام كمال                                | عصام كمال                                | عصام كمال              |
| 2008  | ألبوم "دكالة إيرلاينز" رفقة مازاغان                            | عصام كمال، يونس رمزي، تراث               | عصام كمال، يونس رمزي، تراث               | عصام كمال، مازاغان     |
| 2009  | سينغل "غروڤواهيا" رفقة فرقة غنغا ڤايبس                         | عصام كمال، محمود باسو                    | عصام كمال، محمود باسو                    | عصام كمال              |
| 2011  | ألبوم "طاجن إلكتريك" رفقة مازاغان                              | عصام كمال                                | عصام كمال، مازاغان                       | عصام كمال، مازاغان     |
| 2012  | سينغل "ديما لاباس" رفقة الشاب خالد وريدوان                     | عصام كمال، ريدوان، الشاب خالد            | ريدوان                                   | ريدوان                 |
| 2012  | سينغل "آدم" رفقة مازاغان                                       | عصام كمال                                | عصام كمال                                | عصام كمال              |
| 2014  | سينغل دنيا                                                     | عصام كمال                                | عصام كمال، ميشيل فوغان                   | عصام كمال              |
| 2014  | سينغل سبحان الله                                               | عصام كمال                                | عصام كمال                                | عصام كمال              |
| 2014  | سينغل الحلاوة رفقة عبيدات الرما                                | عصام كمال، عبيدات الرما                  | عصام كمال                                | عصام كمال              |
| 2014  | سينغل زينة                                                     | عصام كمال                                | عصام كمال، ميشيل فوغان                   | عصام كمال، سفيان آمال  |
| 2015  | سينغل أبناء آدم                                                | عصام كمال                                | عصام كمال                                | عصام كمال , دي جي يوسف |
| 2015  | سينغل فابور                                                    | عصام كمال                                | عصام كمال                                | عصام كمال              |
| 2015  | سينغل الله طانو رفقة ألفا بلوندي                               | عصام كمال، ألفا بلوندي                   | ألفا بلوندي                              | ألفا بلوندي            |
| 2016  | سينغل مع الناس                                                 | عصام كمال                                | عصام كمال                                | عصام كمال              |
| 2016  | سينغل يالاه                                                    | عصام كمال                                | عصام كمال                                | عصام كمال دي جي ڤان    |
| 2016  | ڭود داي رفقة ماهر زين                                          | ماهر زين، عصام كمال                      | ماهر زين                                 | ماهر زين               |
| 2017  | سينغل أوكي                                                     | عصام كمال                                | عصام كمال                                | عصام كمال              |
| 2017  | سينغل يالاه (رميكس)                                            | عصام كمال، بوحسين فلان، مسلم، خولة مجاهد | عصام كمال، بوحسين فلان، مسلم، خولة مجاهد | دي جي ڤان              |
| 2017  | سينغل يا سلام رفقة أحمد خلوفي                                  | عصام كمال                                | عصام كمال                                | عصام كمال              |

## جوائز
- تم توشيحه سنة 2013 من طرف ملك المغرب محمد السادس بوسام ملكي من درجة قائد وذلك عن جهوده لتطوير وعصرنة الأغنية الشعبية.
- حاز على جائزة أحسن أغنية مغربية في صنف الأغنية العصرية عن أغنيته "دنيا" في مسابقة "موروكو ميوزك أولوز 2015
- سفير مبادرة العمل التطوعي دير إديك 2016 & 2017

## روابط خارجية
- الموقع الرسمي
- عصام كمال: 20 درهما أول أجري.. والإسراف جحيم الفنان
- عصام كمال يغني بالمجان في المركب الرياضي محمد الخامس
- عصام كمال في موازين
- “بيلا” جديد عصام كمال
- عصام كمال لـ«الأيام 24»: اتصل بي الحاجب الملكي وهذا ما دار بيننا